# Djurgårdens IF Fotbolls historia
Djurgårdens IF Fotboll har en historik som sträcker sig till slutet av 1800-talet.

## 1891–1909 - Djurgårdens IF bildas och etablerar sig i fotbollssverige

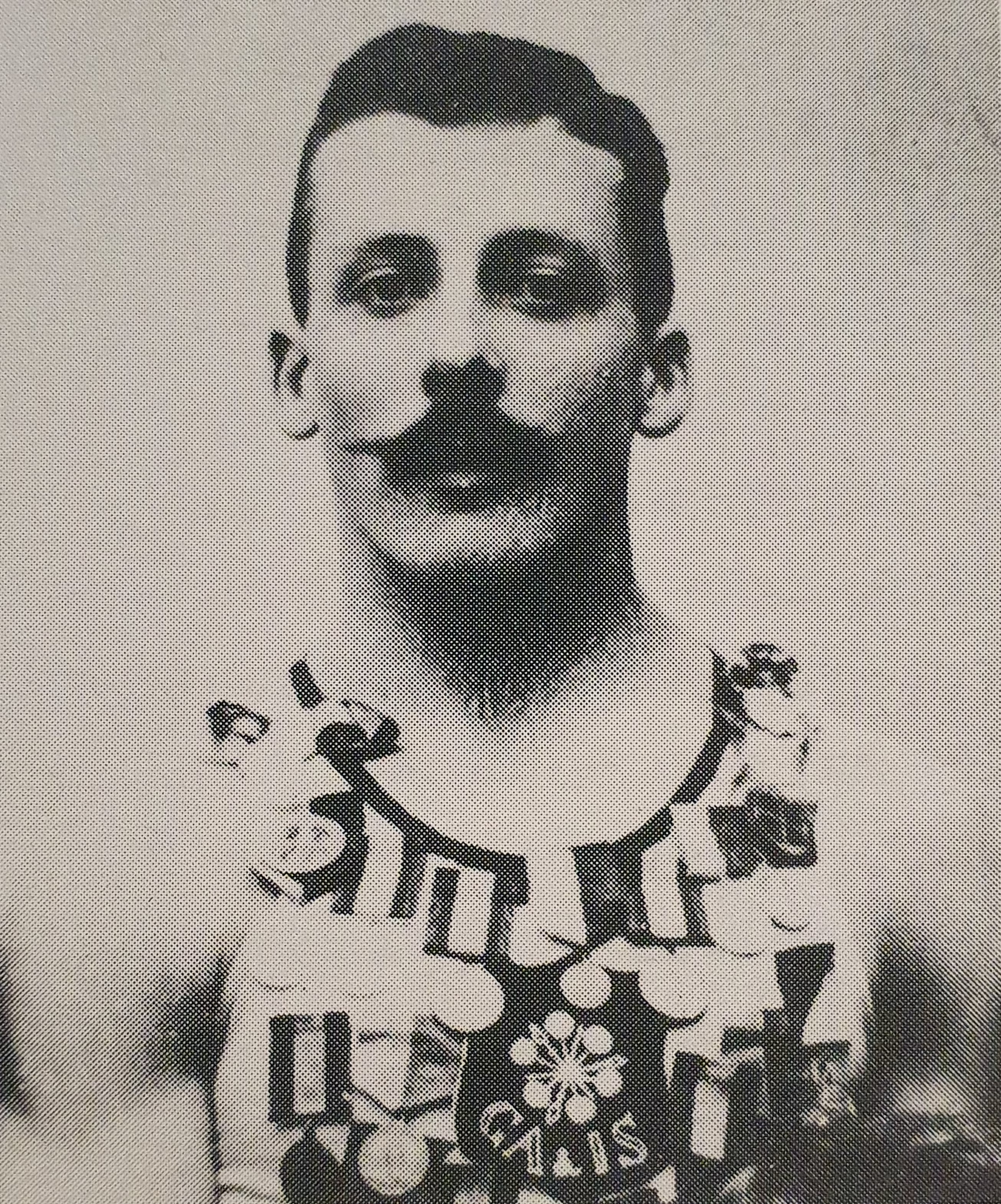
Theodor Andersson.

Från och med föreningens bildande 12 mars 1891 var det främst sporter som dragkamp, löpning, rodd och skidor som stod på programmet. Fotboll var, i Stockholm, en sport som hade svårt att komma igång i slutet av 1800-talet, främst för att riktiga spelplaner saknades. Detta fram tills Stockholms idrottspark, en cykel- och friidrottsarena, byggdes 1896. 1899 var året då fotboll kom med på Djurgårdens program. Theodor Andersson, en före detta Gais-spelare från Göteborg var medlem i klubben och hjälpte till att starta upp sektionen.
Djurgården blev tidigt ett framgångsrikt fotbollslag. Mellan 1899 och 1901 spelades 30 matcher, varav 21 vinster, fem oavgjorda och två förluster. 1901 var också det första året Djurgården lyckades ta sig långt i ett mästerskap. Laget nådde finalen i Rosenska Pokalen, där tog det dock stopp med Gefle IF. Djurgården hade redan under premiäråren 1899 och 1900 tagit sig till semifinal i samma turnering. Samma år anordnades en sandplan på Idrottsparken och här spelade Djurgården mellan 1901 och 1906. 1906 flyttade laget till Östermalms IP där man stannade till 1910.
Svenska Bollspelsförbundet bildades 1902 och hann under sin korta existens anordna Sveriges första serietävling, en serie där Djurgården vann den första upplagan. Det dröjde till 1904 att laget nådde sin första final i svenska mästerskapet. På Idrottsparken i Stockholm tog Djurgården emot Örgryte IS, en final som slutade med en 2-1-seger till Göteborgslaget. Finalförlust i svenska mästerskapet skedde förutom 1904 även 1906 och 1909, båda gångerna mot Örgryte. 1905 vann laget Bollförbundets serie en andra gång, och 1907 vann laget sin första cupseger, Wicanderska välgörenhetsskölden, och även den enda under första decenniet.

## 1910–1924 - Storhetstid 1: första SM-gulden och Stockholms Stadion invigs
1910-talet var ett framgångsrikt årtionde för Djurgården, och räknas som lagets första storhetstid. 1910 nådde laget final i svenska mästerskapet där man mötte IFK Göteborg. Djurgården räckte dock inte hela vägen fram utan förlorade med 3-0 till IFK. Däremot blev det slutsegrar i Corinthian Bowl och Wicanderska välgörenhetsskölden det året. Finalförlust i svenska mästerskapet skedde förutom 1910 även 1913, 1916 och 1919. 1912 kom lagets första SM-guld, efter två oavgjorda finaler vann Djurgården den andra omspelsfinalen mot Örgryte IS med 3-1 på Råsunda IP i Solna. 1915 kom lagets andra SM-guld. I finalen besegrades än en gång Örgryte med 3-1. 1917 besegrades ärkerivalen AIK med 3-1 i svenska mästerskapets final och lagets tredje SM-guld bärgades. Djurgården hade under detta årtionde inga större framgångar i Svenska serien och nådde som bäst en andraplats.
Lagets stora profil under detta årtionde var Karl "Köping" Gustafsson. Gustafsson spelade i IFK Köping innan flytten till Djurgården, därav smeknamnet, och hade redan etablerat sig i det svenska landslaget. Under sin karriär deltog han fyra gånger i den svenska truppen i fotboll till olympiska sommarspelen, 1908, 1912, 1920 och 1924. Vem som var lagets tränare under detta årtionde är inte känt, dock är det sannolikt att Birger Möller, centerhalv i laget som även var tränare för norska landslaget, tog på sig de administrativa uppgifterna under 1910-talet.
1920 kom guld nummer fyra. Det är det sista mästerskapet som avgjordes i cupform för Djurgården. Det är även det sista guldet på 35 år. I finalen stod IK Sleipner för motståndet som Djurgården vann med matchens enda mål.
Detta var slutet på den första storhetstiden för Djurgårdens fotbollslag. Allsvenskan startades 1924 och Djurgården lyckades inte att kvalificera sig. Det var först till säsongen 1927/1928 som Djurgården kunde kvalificera sig. Efter det föll laget i seriesystemet och vid säsongen 1929/1930 var laget så långt nere som i Division 3, en division som motsvarar dagens division 2.

## 1925–1945 - Försök att etablera sig i Allsvenskan
De 20 första åren efter att Allsvenskan startades var en tung period för Djurgården. Man lyckades nå Allsvenskan två gånger men åkte ur bägge gånger direkt efter att ha varit ett av jumbolagen. 
Djurgårdens divisionstillhörigheter under denna period:
- Division 2 Östsvenska serien 1924/25–1926/27
- Allsvenskan 1927/28 (bottenlag, flyttades ner)
- Division 2 Norra 1928/29 (bottenlag, flyttades ner)
- Division 3 Östsvenska 1929/30–1931/32
- Division 2 Östra 1932/33–1935/36
- Allsvenskan 1936/37 (bottenlag, flyttades ner)
- Division 2 Norra 1937/38–1944/45 (8 raka säsonger innan uppflyttning)

Efter det tredje försöket (säsongen 1945/46) att hålla sig kvar i Allsvenskan lyckades man bra.

## 1945–1955 - Allsvensk etablering och final i Svenska Cupen
Under denna tioårsperiod etablerade laget sig i Allsvenskan med hyggliga placeringar, men var dock inget riktigt topplag. I juni–juli 1948 genomförde Djurgårdens IF en framgångsrik turné till Nordamerika, med matcher på Island och i USA och Kanada. Den stora meriten från denna epok var finalplatsen i Svenska Cupen 1951. Finalen spelades mot Malmö FF på Råsunda där det blev en förlust med 1-2.

## 1955–1966 - Storhetstid 2: Djurgårdens fyra första allsvenska guld

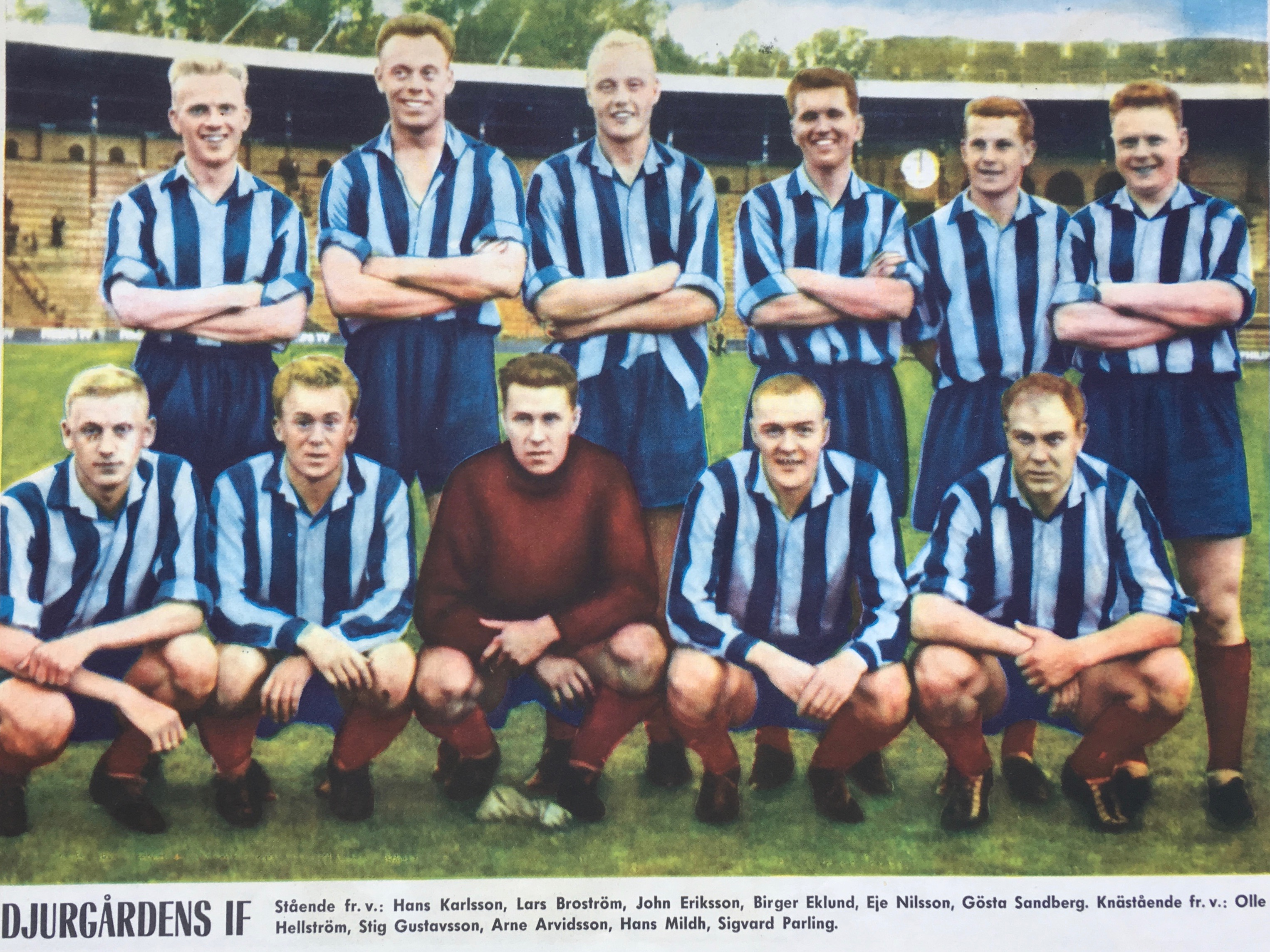
Djurgårdens IF:s mästarlag i allsvenskan 1959. Stående från vänster: Hans Karlsson, Lars Broström, John "Jompa" Eriksson, Birger Eklund, Eje Nilsson, Gösta "Knivsta" Sandberg. Knästående: Olle "Lill-Lappen" Hellström, Stig Gustavsson, Arne Arvidsson, Hasse Mild och Sigge Parling.

Under dessa 11 år upplevde Djurgården sin andra storhetstid i klubbens historia, och tog SM-guld nummer 5-8 i ordningen genom fyra Allsvenska förstaplatser. Efter SM-guldet 1955 blev det spel i föregångaren till Champions League, mästarcupen. Året därpå nådde laget kvartsfinalen, vilket skulle komma att bli klubbens största merit i Europacuperna genom tiderna. I kvartsfinalen åkte man ut mot skotska Hibernian med sammanlagt 1-4.
Ett par händelser från storhetstiden är värda att nämnas. Allsvenskan lades om till vår/höst 1959 och det var Djurgården som vann SM-guldet den säsongen. Laget var även nere i Division 2 Svealand ett år. Den stora profilen i Djurgården under denna period var Gösta "Knivsta" Sandberg.
Placeringar, säsong-för-säsong
54/55: SM-guld
55/56: 3:a
56/57: 5:a
57/58: 4:a
1959: SM-guld
1960: 11:a (nedflyttad en division)
1961: Vann Division 2 Svealand
1962: 2:a
1963: 6:a
1964: SM-guld
1965: 8:a
1966: SM-guld

## 1967–1979 - tiden efter Knivsta
Efter Djurgårdens andra storhetstid som avslutades med SM-guldet 1966 fick laget klara sig utan Gösta "Knivsta" Sandberg. De första tio åren gick faktiskt riktigt bra där DIF ofta blev 3:a eller 4:a i tabellen. Mot slutet av 1970-talet började det gå sämre för laget där det oftare blev placeringar farligt nära nedflyttning en division.
1967: 2:a
1968: 4:a
1969: 3:a
1970: 3:a
1971: 4:a
1972: 7:a
1973: 3:a (Serien utökades till 14 lag detta år)
1974: 8:a
1975: 3:a
1976: 11:a
1977: 10:a
1978: 5:a
1979: 10:a

## 1980-talet - tung period, men med SM-silver 1988 som största merit
För Djurgården var 1980-talet en tung period. 1981 degraderades laget till division 2, vilket numera motsvarar dagens Superettan. Efter det följde ett antal säsonger utan stora framgångar med kvalvinsten 1985 mot GAIS som enda undantag. När nye tränaren Tommy Söderberg 1987 anslöt sig till laget blev det åter ett vinnande lag. 
1980 blev ett bottenår för Djurgården som undvek nedflyttning med endast fyra poängs marginal. Trots den nye tränaren från Norge, Arve Mokkelbosts insatser, slutade laget på en tolfte plats med 21 poäng. Få ljusglimtar fanns att se, även om höstderbyt mot Hammarby slutade lyckosamt för Djurgården. Vid ställningen 2-0 för Hammarby avbröts matchen på grund av ösregn. Returen vanns av Djurgården med 2-1. Efter säsongens slut tackade djurgårdsprofilen Sven Lindman, med 312 matcher för Djurgården i bagaget, för sig och slutade med elitfotbollen.
1981 blev ett år av besvikelse. Efter den tunga föregående säsongen då man knappt säkrade nytt allsvensk kontrakt hade man dock förhoppningar på en bättre allsvensk säsong. Nyförvärv som den norske stjärnan Arne Erlandsen och målvakten Stuart Garnham gjordes inför säsongen. 
Problem med skador var visserligen en bidragande faktor till den misslyckade säsongen, men det var mycket som inte stämde, bland annat målskyttet. När målen väl kom igång var jumboplatsen ett faktum. Det skulle dröja fem år innan Djurgården var upp i allsvenskan igen. Noterbart är att de klassiska blåränderna var tillbaka på matchtröjan igen. 1980 spelade Djurgården i en enfärgad mörkblå tröja.
1982 blev det kvalspel till allsvenskan, något som kännetecknar Djurgårdens 1980-tal. Tre gånger tvingades Djurgården kvala för att komma upp i högsta serien under detta årtionde. För att kvala till högsta serien krävdes en av de två högsta platsen i division 2, och 1982 det var nätt och jämnt att Djurgården klarade av det. Den sista matchen mot Sandviken blev direkt avgörande, 1-1 räckte för förstaplatsen, ett resultat som Djurgården till slut kunde säkra och laget var klart för kvalspel till allsvenskan. Där mötte laget lokalkonkurrenten och ärkerivalen AIK. Efter två jämna kvalmatcher vann AIK kvalet med 4-2 (2-1, 2-1) sammanlagt. Ny tränare för säsongen var Hasse Backe.
1983 var en ny säsong i division 2, och denna gång låg favorittrycket inte på Djurgården utan på nydegraderade IFK Norrköping. Norrköping levde upp till förväntningarna och tog seriesegern, medan Djurgården tog andraplatsen som även den innebar kval. Kalmar FF blev motståndarlaget efter seriesegern i division 2 södra. Det blev även denna gång förlust sammanlagt efter 3-2 (0-1, 3-1) till Kalmar FF.
Övrig fakta från säsongen 1983: Hans Holmqvist blev bäste målskytt internt med tolv mål. Publiksnittet hemma låg på 2 418 och publiksnittet borta låg på 2344 åskådare. Vid kvalmatchen mot Kalmar FF på Stockholms Stadion hade 6 283 personer köpt sig en biljett.
1984 hamnade Djurgården, trots ett bra försvar med endast 13 insläppta mål, på en tredje plats i division 2 norra på 35 poäng. Första- och andraplatsen kneps av Örebro respektive Åtvidaberg.
1985 tog Djurgården förstaplatsen i division 2 norra och fick därför kvala igen. 1985 är kännetecknat med kvalet mot GAIS, som avgjordes efter en straffläggning. GAIS hade precis som Djurgården haft det tufft de senaste åren med en plats i division 3 som sämsta placering. I detta kval spelades första matchen i Göteborg, och den slutade 0-0. Vid returen i Stockholm väntade en avgörande match. Efter 98 minuters spel tog GAIS ledningen och det såg ut som ännu en kvalförlust för Djurgården. 19-årige målsprutan Teddy Sheringham, som hade lånats in från den engelska klubben Millwall ville annat och kvitterade på nick ett par minuter senare. Efter att båda förlängningshalvlekarna var färdigspelade var resultatet 1-1 och straffläggning väntade. Staffläggningen vanns av Djurgården med 4-3 efter bland annat och stolpträffar och målvaktsräddningar. Efter många år av kvalspel var Djurgården nu tillbaka i allsvenskan igen.
1986 påminde mycket om 1981 års säsong. Trots att lovande spelare anslöt till laget och en bra säsongspremiär åkte Djurgården ut ur allsvenskan detta år. Ett exempel på hur matcherna brukade gå till under 1986 är vårderbyt mot AIK. Djurgården tog först ledningen, men låg under i slutminuterna låg laget under med 2-1. Laget hamnade till sist på sista plats med 15 poäng.
1987 var det dags för tränarbyte, Tommy Söderberg anförtroddes jobbet. Laget vann division 1 norra med bred marginal, mycket tack vare lagets profiler, till exempel Stefan Rehn. Seriesegern säkrades efter två segrar mot toppkonkurrenterna IFK Eskilstuna, som slutade på andra plats, och Västerås SK, som slutade på femte plats. Vid sidan om de sportsliga framgångarna hade Djurgården det tufft med ekonomiska problem och den nye ordföranden Åke Bogerius hade fullt upp. Efter seriesegern varnades det för att nästa säsong skulle bli som den föregående, något som skulle visa sig vara fel.
1988 blev ett lyckat år för Djurgården. Förväntningarna på den allsvenska comebacken var betydligt mindre än förra gången, 1986, som resulterade i platt fall. Tanken om en topplacering var inte tanken med denna säsong, utan mer att etablera Djurgården som ett allsvenskt lag. Detta mål avklarades mer än väl och Djurgården kvalificerade sig för slutspel hela fyra omgångar innan sista seriematchen. IFK Göteborg stod för motståndet i semifinalen på en isig gräsmatta på Stockholms stadion. Djurgårdens matchhjälte blev Steve Galloway som gjorde matchen båda mål. Returen i Göteborg blev pirrig för Djurgårdsfansen då Michael Nilsson gjorde 1-0 för Göteborg efter bara nio minuter. Djurgården höll ut hela matchen och finalplatsen var ett faktum. Finalmotståndet blev Malmö FF. Första finalmatchen på ett minusgradigt Råsunda slutade mållös efter mängder av missade chanser och stolpträffar. Returen i Malmö var en utklassning. I halvtid stod det 5-1 till Malmö, ett resultat Martin Dahlin var högst bidragande till med sina fyra mål. Matchens slutresultat skrev 7-3 till Malmö och Djurgården fick nöja sig med silvermedaljen. Tommy Söderberg kunde dock se tillbaka på en av de mest framgångsrika säsongerna för laget på länge.
1989 var en medelbra säsong för Djurgården som slutade på en sjätte plats med 23 poäng sammanlagt. Laget missade därmed slutspelet med tre poäng. Djurgården avslutade 1980-talet genom att etablera sig som ett allsvenskt lag, något som var den föregående säsongens mål.

## 1990-talet - Upp och ner i seriesystemet
Djurgården inledde 1990-talet med spel i Allsvenskan och tillhörde topplagen. Detta år blev historiskt för klubben eftersom den största segern någonsin kom mot Hammarby, 9-1 på Råsunda 1990. Endast 8 768 personer såg den målrika matchen. Största meriten under 90-talet kom redan under våren 1990 med finalseger i Svenska Cupen som belönades med en plats i Cupvinnarcupen säsongen 90-91 där laget inte lyckades särskilt bra. Det blev europacupspel även kommande säsong med Intertoto-cupen. 1992 åkte man snöpligt nog ur Allsvenskan och fick spela Division 1 Norra året därpå. 1994 lyckades Djurgården vinna serien överlägset (71-27 i mål och 14 poäng före tvåan på 26 matcher) och tog sig upp till Allsvenskan. 1995 blev Djurgården ett mittenlag och året därpå slutade man på en nedflyttningsplats. Det behövdes åter igen två säsonger i Division 1 Norra för att ta klivet upp till svensk fotbolls finrum igen.
Väl uppe i Allsvenskan 1999 var laget ett av de sämre. I hopp om att hålla sig kvar i Allsvenskan till nästa säsong bytte laget tränare under juli månad. Den 21 juli genomfördes det med omedelbar verkan. Det var då tränarduon Zoran Lukic och Sören Åkeby anställdes. Trots tränarbytet gav det inte den omedelbara positiva effekten man hoppats på. Djurgården blev sämsta allsvenska laget och skickades ner en division i seriesystemet. Tränarbytet skulle dock visa sig få en bra effekt för resultaten sportsligt sett de följande åren. Klubbens artikel om tränarbytet finns att läsa mer om här.
1990-talet blev mycket jo-jo upp och ner i seriesystemet sammanfattningsvis. Sex säsonger i Allsvenskan och fyra i Division 1 Norra. Hela tre gånger lyckades Djurgården åka ur Allsvenskan under detta årtionde.

## 2000-talet - Storhetstid 3: återkomsten, SM-gulden och cupgulden
Sedan lagets återkomst till Allsvenskan 2001 har laget varit det dominerande i Sverige, både när det gäller i resultat och att inhandla unga talanger.  De tidigare Häckenspelarna Tobias Hysén och Kim Källström, Babis Stefanidis från Iraklis, Andreas Isaksson från Juventus, Johan Elmander lånad av Feyenoord samt Fredrik Stenman från IF Elfsborg är exempel på framgångsrika spelare.
- 2000 var premiärår för Superettan och var en sammanslagning av Division 1 Norra och Division 1 Södra. Ligan vanns av Djurgården med 63 poäng, före Malmö FF.

- 2001: Djurgården var åter tillbaka i Allsvenskan och man inledde med spelsystemet 3-4-3, men efter smärtsamma 0-4 hemma mot Malmö FF fick man flytta ner en mittfältare till backlinjen och spela 4-3-3, därefter gick det betydligt bättre och DIF slutade som nykomlingar på andra plats, endast en poäng efter Hammarby.

- 2002: Inför säsongen hade Djurgården köpt superlöftet Kim Källström från Häcken för 15-20 miljoner kronor. Källström, med tröja 16, tog plats till vänster om Stefan Rehn på mittfältet. Kim gjorde hela 12 mål och mängder med assist detta år vilket är ett mycket bra facit för en mittfältare. Han kom att bli en av de viktigaste spelaren för laget. Under slutet av sommaren förstärkte Djurgården med talangen Johan Elmander som hade för lite speltid i sin klubb Feyenoord. Djurgården hade nu ett riktigt bra lag. Man lyckades vinna dubbeln (SM- och cupguld) samt slå ut FC Köpenhamn ur UEFA-cupen. För Stefan Rehn kom dubbelmötet med franska Bordeaux i UEFA-cupens andra omgång (numera ersatt av gruppspelet) att bli hans sista match i spelarkarriären. Djurgården förlorade dubbelmötet med 1-3, där Djurgårdens mål gjordes av Johan Elmander. SM-guldet detta år var efterlängtat, inte minst av fansen, eftersom senaste guldet spelades hem 1966.

- 2003: Djurgården fick behålla laget med ett undantag. Stefan Rehn hade slutat och Johan Arneng köptes in från Vålerenga IF som ersättare. Detta år försvarade man guldet, trots att Johan Elmander var tvungen att återvända till Feyenoord efter lånet. Champions League-kvalet sommaren 2003 mot Partizan Belgrad slutade 3-3 (1-1 borta, 2-2 hemma) där man förlorade efter färre bortamål. Vinst hade inneburit ett möte med engelska klubben Newcastle United i den tredje och sista kvalomgången. Trots uteblivet europacupspel och praktfiaskot där man förlorade med hela 0-4 hemma på Stadion mot Superettan-laget Assyriska i Svenska Cupens semifinal blev det ett bra år, eftersom denna säsong var man nära på att slå nytt rekord i antal poäng på en allsvensk säsong - dock slutade laget på 58 poäng, vilket innebär en andra plats efter IFK Göteborg som innehar rekordet på 59 poäng.

- 2004: Inför säsongen hade tränaren Sören Åkeby lämnat klubben efter att kontraktet löpt ut. Dessutom hade Kim Källström sålts till franska Rennes. Zoran Lukic fick på egen hand styra laget. I mitten av juli 2004 låg Djurgården alltför dåligt till i Allsvenskan. Efter två raka SM-guld var detta en krissituation. Kjell Jonevret anställdes omgående som "head coach" vilket fick Zoran Lukic att lämna laget. Trots att 2004 inte var en bra säsong för Djurgården lyckades man avsluta snyggt med en fjärdeplats i Allsvenskan vilket gav en plats i Royal League, dessutom vann man Svenska Cupen. Dock räddades säsongen av kvalspelet mot Juventus för en plats i UEFA Champions League. Djurgården gjorde en heroisk insats på plats i Turin där de tog ledningen med 2-0 mot ett av världens bästa fotbollslag, men med en 4-1-seger i Stockholm två veckor senare var det ändå Juventus som vann totalt med 6-3 och knep platsen.

- 2005: 2005 höll på att bli ett förlorat år efter att ha slagits ut i UEFA-cupkvalet mot irländska Cork City och sålt målsprutan Søren Larsen till tyska topplaget Schalke 04, men säsongen räddades då man vann dubbla guld precis som säsongen 2002, men med ett till stora delar nytt lag jämfört med de tidigare guldsäsongerna. Det nya laget var kanske inte lika bländande som de tidigare men spelade mycket stabilt och kunde säkra allsvenska guldet en omgång från slutet.

- 2006: Inför denna säsong satte klubben upp stora mål och värvade många nya spelare. Målen för året var att försvara sin "dubbel" (SM- och cupguld) och att nå Champions League. Inget av dessa mål nåddes och säsongen kom istället att bli den sämsta detta årtusende, borträknat året i Superettan. Under sommaren låg Djurgården fortfarande någorlunda bra till i Allsvenskan, och vann hemmamötet i Champions League-kvalet mot slovakiska mästarna Ruzomberok. Efter förlusten i returen var Djurgårdens europaäventyr slut denna gång. I Svenska Cupen mot Elfsborg blev det förlust, men det krävdes förlängning efter oavgjort vid full tid. Därefter gick det utför under hösten i Allsvenskan för Djurgården.

Efter 20 omgångar av allsvenskan 2006 låg Djurgården på åttonde plats med 30 poäng, nio poäng efter serieledande duon AIK och Elfsborg. Fredagen den 29 september bytte laget headcoach till före detta tränaren Anders Grönhagen som fick ta över efter Kjell Jonevret som istället fick bli sportchef. Under de avslutande sex matcherna vann DIF de tre hemmamatcherna och tog en poäng på de tre bortamatcherna. Laget avancerade från 8:e till 6:e plats. Detta innebar att laget till och med missade Royal League. 40 poäng för hela säsongen innebar sämsta poängskörden under årtusendet. Det enda glädjeämnet var att defensiven var den näst bästa under 2000-talet med endast 25 insläppta mål. Taktiskt sett kommer året att vara minnesvärt för övergången från 4-3-3 till 4-4-2 med ett rakt fyramannamittfält.
- 2007: Säsongen 2006 avslutades med ett par förändringar inför säsongen 2007. Islänningen Siggi Jónsson anställdes som ny huvudtränare. Senaste årens upplägg med headcoach och assisterande tränare skrotas. Istället blir upplägget mer likt det från Lukic/Åkeby-tiden. Siggi Jónsson (som tidigare hade tränat isländska klubbar) kommer att ha Paul Lindholm (uppflyttad från ungdomslaget som får Lasse Ericson från IK Brage som ny tränare) vid sin sida. Dessutom, aningen överraskande nog, anlitades Tord Grip som strategisk rådgivare. Organisationen förändrades ytterligare när sportchefsrollen avskaffades, vilket innebar att Kjell Jonevret inte hade något i klubben att göra, och båda parter kom överens om att skiljas åt. Spelsystemet som använts i praktiken hela tiden sedan allsvenska comebacken, 4-3-3, ändrades till ett system som med siffrorna är identiskt med landslagets 4-1-3-2.

Förutsättningar inför säsongen:
- Ingen europacupplats.
- Förluster:
  - Spelare: Stefan Bergtoft, Elias Storm, Tomas Backman och Niclas Rasck.
  - Tränare: Stefan Rehn (till IFK Göteborg), Lars Sandberg, och Anders Grönhagen.
- Förstärkningar:
  - Spelare: Kebba Ceesay, Patrick Amoah (tillbaks), Kristian Junegard, Mikael Dahlberg, Christoffer Karlsson och Jan Tauer.
  - Tränare: Siggi Jónsson och Paul Lindholm.
- Spelsystem: byte från 4-3-3 till 4-1-3-2.

När säsongen 2007 summerades återfanns Djurgården på tredje plats i den allsvenska tabellen. Eftersom tvåan Kalmar FF vann Svenska Cupen fick Djurgården därmed en UEFA-cupplats. I Svenska Cupen åkte laget ut i ett tidigt skede mot Gefle efter en oavgjord match som avgjordes med straffläggning. Noterbart är att Djurgården förlorade bägge allsvenska mötena med Brommapojkarna med 0-1. Trots få starter och lite speltid vann brassen Thiago Quirino da Silva lagets interna skytteliga.
- 2008: Oförändrad tränarstab jämfört med hur 2007 avslutades. Målvakten Pa Dembo Touray och lagkaptenen Markus Johannesson förlängde sina kontrakt med klubben. Defensiva mittfältaren Aki Riihilahti skadade sig under försäsongen och missar nästan alla matcher fram till EM-uppehållet. Spelsystemet 4-1-3-2 har laget fortsatt att använda under försäsongen och provat anfallaren Mattias Jonson som offensiv mittfältare.

Förutsättningar inför säsongen:
- UEFA-cupplats.
- Förluster:
  - Spelare: Patrick Amoah, Johan Arneng, Felix Magro och Eldin Kozica. Robert Stoltz utlånad kontraktstiden ut till Enköping.
- Förstärkningar:
  - Spelare: Sebastian Rajalakso, Martin Andersson.
- Spelsystem: 4-1-3-2 behålls.

Fram till EM-uppehållet var Djurgården ett av de bättre lagen i Allsvenskan. Men strax innan uppehållet kom två raka och kännbara förluster i rad mot Hammarby och blivande guldlaget Kalmar FF. Dessutom slogs laget ut ur Svenska Cupen mot Superettan-laget Sirius.
Under sommaren förstärkte Djurgården truppen med Johan Oremo, Prince Ikpe Ekong, Patrik Haginge med flera. Dessutom kunde Daniel Sjölund göra comeback efter att ha missat hela vårsäsongen efter en sjukdom. Aki Riihilahti blev aktuell för truppen under slutet av hösten men fick aldrig någon speltid. Djurgården inledde tiden efter EM-uppehållet väldigt svagt, men lyckades sedan få ordning på spelet och fick med sig en god poängskörd men avslutade säsongen i moll. I UEFA-cupens sista kvalomgång förlorade Djurgården mot Rosenborg. Nyförvärvet Sebastian Rajalakso vann lagets interna skytteliga.
- 2009: Inför säsongen genomfördes största förändringarna i klubben på länge. Sportchefen Bosse Andersson byttes ut mot Göran Aral, tränarduon Siggi Jónsson och Paul Lindholm byttes ut mot Andrée Jeglertz och Zoran Lukic. Spelsystemet 4-3-3 återinfördes (även om säsongen 2008 avslutades med ett 4-3-3-liknande spel).

Förutsättningar inför säsongen:
- Ingen europacupplats.
- Förluster:
  - Tränare: Siggi Jónsson och Paul Lindholm.
  - Spelare: Thiago Quirino da Silva, Enrico Cardoso Nazaré, Jones Kusi-Asare med flera.
- Förstärkningar:
  - Tränare: Andrée Jeglertz och Zoran Lukic.
  - Spelare: Christer Youssef.
- Spelsystem: 4-3-3 återinförs.